# Campeonato Italiano de Rugby 2019-20
El campeonato de rugby XV de Italia de 2019-20, más conocido como Top12 2019-20 fue la 90.ª edición del campeonato italiano de rugby. En este campeonato se enfrentan los doce mejores equipos de Italia.
El torneo fue cancelado el 26 de marzo de 2020 debido a la pandemia de COVID-19 en el país.

## Sistema de disputa
Cada equipo enfrenta a los equipos restantes en partidos de local y de visita.
- Los cuatro mejores equipos clasifican a semifinales por la búsqueda del campeonato.

- Los últimos  dos equipos descienden directamente a la Serie A, la segunda categoría del rugby de Italia.

## Clasificación
Tabla de posiciones:
| Pos. | Equipo           | Encuentros | Encuentros | Encuentros | Encuentros | Tantos | Tantos | Tantos | PB | PB | Puntos |
| Pos. | Equipo           | PJ         | PG         | PE         | PP         | F      | C      | Dif    | BO | BD | Puntos |
| ---- | ---------------- | ---------- | ---------- | ---------- | ---------- | ------ | ------ | ------ | -- | -- | ------ |
| 1.º  | Rovigo           | 12         | 11         | 0          | 1          | 343    | 180    | +163   | 6  | 1  | 51     |
| 2.º  | Valorugby Emilia | 12         | 8          | 1          | 3          | 355    | 209    | +143   | 7  | 3  | 44     |
| 3.º  | Calvisano        | 12         | 9          | 0          | 3          | 311    | 219    | +92    | 6  | 2  | 44     |
| 4.º  | Fiamme Oro       | 12         | 8          | 1          | 3          | 329    | 247    | +82    | 8  | 2  | 44     |
| 5.º  | Petrarca Padova  | 12         | 9          | 0          | 3          | 303    | 195    | +108   | 5  | 1  | 42     |
| 6.º  | Viadana          | 12         | 4          | 1          | 7          | 223    | 252    | -29    | 3  | 4  | 25     |
| 7.º  | Mogliano         | 12         | 5          | 0          | 7          | 211    | 251    | -40    | 2  | 3  | 25     |
| 8.º  | I Medicei        | 12         | 5          | 0          | 7          | 241    | 285    | -44    | 3  | 2  | 25     |
| 9.º  | San Donà         | 12         | 4          | 1          | 7          | 211    | 254    | -43    | 1  | 3  | 22     |
| 10.º | Colorno          | 12         | 3          | 0          | 9          | 251    | 385    | -134   | 1  | 3  | 16     |
| 11.º | Lyons            | 12         | 2          | 0          | 10         | 238    | 364    | -126   | 1  | 5  | 14     |
| 12.º | SS Lazio         | 12         | 2          | 0          | 10         | 193    | 365    | -172   | 2  | 2  | 12     |